# عبد الرحمان مهداوي
عبد الرحمان مهداوي (7 أكتوبر 1949 الجزائر العاصمة - 13 سبتمبر 2022) لاعب كرة قدم و مدرب جزائري .
بدأ لاعبا مع الفئات الشابة من الأصاغر والأواسط والأكابر لنادي نصر حسين داي NAHD ، ولكن إصابة خطيرة أوقفت هذه المسيرة المبشرة لمستقبل واعد داخل هذا النادي. وابتعد عبد الرحمن عن الملعب لبعض الوقت.
بعد أدائه للخدمة العسكرية، عاد إلى المنافسة كظهير مركزي مع CRHD، وهو النادي الذي كان والده الراحل عضوًا مؤسسًا فيه وكذلك أمين الصندوق، حيث لعب شقيقه الراحل عبد القادر أيضا. ثم التحق بالنادي الرياضي السابق DNC Alger. وأنهى مسيرته كلاعب مع هذا الفريق في سن 27 ليكرّس نفسه أكثر لدراساته.

## السيرة
أشرف عبد الرحمن مهداوي على تدريب فريق وداد تلمسان مرتين  ، أولاً من 1994 إلى 1997 ، ثم من 2003 إلى 2004 ، ومولودية قسنطينة ومولودية سعيدة وشباب قسنطينة ومولودية بجاية ونادي حسين داي ومولودية باتنة ومولودية الجزائر ونادي برج بوعريريج.
في الخارج ، كان له مسيرة مهنية ممتازة مع فرق الدرجة الأولى السعودية مثل الأنصار (نادي المدينة المنورة) والتعاون وفي ليبيا مع أهلي بنغازي.
تولّى تدريب المنتخب الجزائري بين عامي 1997 و 1998. قاد بشكل ملحوظ اللاعبين الجزائريين خلال كأس إفريقيا للأمم 1998 التي تم تنظيمها في بوركينا فاسو.

## الجوائز
- فائز كمدرب بكأس العالم العسكرية : 2011

## روابط خارجية
- عبد الرحمان مهداوي على موقع قاعدة بيانات كرة القدم.إي يو (الإنجليزية)
- عبد الرحمان مهداوي على موقع ناشيونال فوتبول تيمز (الإنجليزية)
- عبد الرحمان مهداوي على موقع عالم كرة القدم.نت (الإنجليزية)